# Joy (film 2015)
Joy è un film del 2015 scritto e diretto da David O. Russell.
Il film, con protagonisti Jennifer Lawrence, Robert De Niro e Bradley Cooper che si ritrovano a collaborare per la terza volta con il regista dopo Il lato positivo - Silver Linings Playbook e American Hustle - L'apparenza inganna, è ispirato alla vita di Joy Mangano, interpretata dalla Lawrence, inventrice del Miracle Mop, un mocio per pulire i pavimenti, e in seguito creatrice di un impero commerciale.

## Trama
Joy è una ragazza modello con spirito di iniziativa e capacità creative, castrate però da una vita difficile. Divorziata con due figli, lavora nel servizio a terra di una compagnia aerea dove la costringono a fare il turno di notte. Vive in una casetta indipendente insieme alla madre, perennemente incollata al televisore a guardare soap opera senza accorgersi della vita che ferve intorno a lei fino al fatale incontro con l'idraulico haitiano Toussaint, all'ex marito, aspirante cantante sudamericano che si è piazzato nel seminterrato e non contribuisce alla vita familiare, e alla nonna Mimi, l'unica che l'ha sempre stimolata e aiutata anche nelle faccende pratiche.
Il padre Rudy ha un'officina meccanica, che gestisce insieme alla sorellastra di Joy, Peggy, con cui la protagonista ha un pessimo rapporto. Le difficoltà della vita hanno spinto Joy a trascurare il suo istinto di inventrice, e col passare del tempo lei si rende conto con delusione che nessuno dei sogni che aveva si è mai avverato. La scintilla si riaccende quando un giorno si trova a dover ripulire il ponte di una barca dai resti di calici di vino rosso: le sue mani insanguinate dai frammenti di vetro la spingono a creare un nuovo accessorio per la pulizia della casa che non comporti il dover strizzare con le mani il panno usato per pulire.
Da quel momento, con i consigli dell'ex-marito, il sostegno dell'amica del cuore e l'appoggio economico dell'ultima fidanzata del padre, Joy farà di tutto per mettere a punto il suo Miracle Mop, arrivando addirittura a pubblicizzarlo lei stessa sul canale commerciale QVC, diretto dall'imprenditore Neil Walker. In questo cammino non mancheranno le difficoltà, tra uomini d'affari che cercano di estrometterla dopo averle rubato l'idea, i pessimi consigli da parte del padre e la sorellastra invidiosa che la fa quasi finire in bancarotta, ma grazie alla sua instancabile determinazione alla fine Joy ottiene la realizzazione dei suoi sogni e diventa una stimata imprenditrice, contribuendo alla vita domestica con numerose altre invenzioni.

## Produzione
Il budget del film è stato di 60 milioni di dollari.

## Promozione
Il primo trailer del film viene diffuso il 15 luglio 2015.

## Distribuzione
La pellicola è stata distribuita nelle sale cinematografiche statunitensi a partire dal giorno di Natale 2015, mentre in Italia dal 28 gennaio 2016.

### Edizione Italiana
La direzione del doppiaggio e i dialoghi italiani sono stati a cura di Fiamma Izzo per conto della Pumais Due. La sonorizzazione, invece, venne affidata alla CDC-Sefit Group.

## Accoglienza

### Incassi
Il film ha incassato 56,4 milioni di dollari negli Stati Uniti e 44,7 nel resto del mondo con un incasso totale di 101.134.059 dollari.

## Riconoscimenti
- 2016 - Premio Oscar
  - Candidatura a miglior attrice protagonista a Jennifer Lawrence
- 2016 - Golden Globe[6][7]
  - Migliore attrice in un film commedia o musicale a Jennifer Lawrence
  - Candidatura a Miglior film commedia o musicale
- 2015 - Critics' Choice Movie Award[8]
  - Candidatura a Miglior attrice protagonista a Jennifer Lawrence
  - Candidatura a Miglior film commedia
  - Candidatura a Miglior attrice in un film commedia a Jennifer Lawrence
- 2015 - Phoenix Critics Circle Awards[9]
  - Candidatura a Miglior film commedia
  - Candidatura a Migliore attrice a Jennifer Lawrence
- 2016 - MTV Movie Awards[10]
  - Candidatura per il miglior film basato su una storia vera
  - Candidatura per la miglior performance femminile a Jennifer Lawrence
- 2016 - Teen Choice Awards[11]
  - Miglior attrice in un film drammatico a Jennifer Lawrence